# Polyarthra minor
Polyarthra minor is een raderdiertjessoort uit de familie Synchaetidae. De wetenschappelijke naam van deze soort is voor het eerst geldig gepubliceerd in 1904 door Voigt.